# ぼくは少年探偵ダン♪♪
『ぼくは少年探偵ダン♪♪』（ぼくはしょうねんたんていダン）は、ガモウひろしによる日本の推理漫画作品。

## 概要
1998年43号から1999年11号まで『週刊少年ジャンプ』（集英社）にて連載された。単行本は全2巻。絵柄、内容共にギャグテイストな作品であるが、推理は結末から逆算されていて、かなり練られた構成となっている。
この年、『週刊少年ジャンプ』では『金田一少年の事件簿』、『名探偵コナン』による推理漫画のブームに乗るべく、『人形草紙あやつり左近』、『心理捜査官 草薙葵』、『少年探偵Q』など推理漫画を計4本連載したが、いずれも不人気で打ち切られている（『人形草紙あやつり左近』は数年後にアニメ化されている）。
当作はジャンプ4本目の推理漫画にあたる。発想を転換し、容疑者が並ぶシーンから、あからさまに怪しい奴が1人慌てているなど従来の推理漫画を徹底的に茶化したギャグテイストであったが、これは連載2回目まで。3回目からは主人公VS怪盗のストーリーギャグになった。こちらも読者からの評判は芳しくなかったようで、19回で打ち切りとなった。なお『ジャンプ』での推理漫画の連載は2005年の『魔人探偵脳噛ネウロ』まで途絶えていた。
集英社公式サイトでは、タイトルが『ぼくは少年探偵ダン!!』と音符ではなく感嘆符で表記されている。

## あらすじ
主人公・一刀両ダンは、父親の仕事中の事故で、お酢のビンの下敷きになり、頭に穴が開く。それ以来、お酢を頭に入れると推理力が冴えるようになった。一刀両ダンは｢酢入り｣による推理力とアタッシュケースに入っている「探偵7つ道具」で、怪盗である怪人21相面とその背後の犯罪組織｢ノストラ団｣と対決していく。

## 登場人物

### 味方側
一刀両 ダン（いっとうりょう ダン）
本作の主人公。名前は「一刀両断」から。小学5年生。小学3年生の時に、酒屋の父親が運んでいたお酢のビンが頭に刺さった。その結果、その頭の傷にお酢を注入（酢入り）すると、脳と酢の化学反応によって推理力抜群となる体になった。
帽子にスーツ・ワイシャツ・ネクタイといういで立ち（しかしズボンは短パン）。普段でも学校のちょっとした事件は簡単に解決できる推理力を持つが、難事件が起きたりピンチに陥ると｢酢入り開始ーっ！｣の掛け声と酢を入れ推理力冴えわたる｢酢入り状態｣となる。酢入り状態では顔つきやスーツの色まで変わる。
自称ハードボイルドだが、その性格は、ハードボイルドとは正反対の人情に溢れる熱血漢である。毎朝、その日に起こると思われる事件に必要な7つ道具を、愛用の帽子を着用することによって「はっ」とひらめかせ、多くの道具類（7つ道具どころか100万道具はあるらしい）から7つを選び出し、「たんてい7つどーぐ」と書かれたアタッシュケースに入れて持ち歩いている。それをどうやって使うのかは、ダン自身も酢入り状態になるまではわからない。
かなりのスケベで、ヒロイン阿傘栗のパンツに異様に執着していたり、クラスメイトの女子のブラジャーのサイズを把握していたりする。決め台詞は「僕の頭は酢入りだぜ!」と「調査しちゃうぞ!!」。一度21相面の罠にかかって酢ではなく酒を入れてしまい、「僕の頭は酒入りだぜ～」と言ってヘロヘロになってしまったことがある。
授業中にどこからか取り出したコーヒーメーカーでコーヒーを淹れている。コーヒーはブラックに限るらしいが苦くて飲めない。
阿傘 栗（あがさ くり）
本作のヒロイン。名前はアガサ・クリスティから。ダンの同級生でありセクハラ対象。ダンとは、小空と共に毎朝一緒に登校する仲。気が強く、ダンの言動に対して怒ったり呆れたり突っ込んだりすることが多いが、ダンの推理力は認めている。後半では、デートに誘ったり、075相面に嫉妬したりとダンへの恋心がうかがえる。
パンツの色やダンのクラスの女子で唯一ブラをしていない事をダンに知られており、ネタにされている。
非地 小空（ひち こくう）
名前はアルフレッド・ヒッチコックから。ダンの同級生で、幼なじみ。家は寿司屋。小学3年生の時に、ダンの初めての酢入り状態での推理によって、同級生の弁当泥棒という疑いを晴らされた。以後、ダンを名探偵と慕い、助手となった。呼称も「ダン君」から「ダン殿」に変わっている。
非常に大食いで、その大食いっぷりが事件解決にしばしば役立っている。語尾に「～でしゅる」と付けてしゃべる。
緊急 二十四時（きんきゅう にじゅうよじ）
警視庁の警部。刑事歴は25年だが、第一話で怪盗21相面を逮捕したのが初逮捕で、その後も21相面の脱獄をことごとく見逃すなどかなりの無能である。恋人はいない。
第一話以降ダンに絶大な信頼を寄せ頼っており、その情けなさが窮地を救う場面も。
張本 太吾作（はりもと たごさく）
日本では小学5年生だが、アメリカ生まれ。5歳にしてFBI捜査官となったが、来日して日本の警視庁の警視監になった。本名を嫌っており、周囲の人々には「ハリー」と呼ばせている。通称「非情のハリー」。
非情になった理由は、FBI捜査官だった父親が、とある事件の犯人に情けをかけたことが仇となり、後にその犯人に殺された為。しかし、その犯人と再会した事件でダンと協力したことをきっかけに、心を開いていく。
時限爆弾やマグナムを愛用しており、ハエに対しても発砲する。銃の腕前は超一流。
075相面（おなごそうめん）/ 三色 みゆき（みしき みゆき）
相面の1人として登場したが、ダンを好きになり、裏切って味方についた。しかし、実はウィークリー戦士の中でも特に強い土曜ダーであり、再び敵側についたかと思われたが、本当はビーム砲の開発に無理矢理協力させられていた三色石男博士の娘・三色みゆきで、結局はダンたちの味方であった。
スリーサイズは88・55・88。
三色 石男（みしき　いしお）
ノストラダムラーに騙され、恐怖の大王すい星をけん引する重力ビーム砲を開発した博士。本当の目的を知り、ビーム砲の動力源である3色のカラーストーンを隠すがノストラ団に捕まってしまう。

### 敵側
ミステリアス・ギル
本作中、ノストラダムラーとは唯一無関係の敵キャラクター。名前は「盗む」という意味の北海道の方言「ぎる」から。花びらを散らして犯行現場から消えてしまうことが特徴の怪盗。決め台詞は「また女心まで盗んでしまった」。引き際では再登場を匂わせていたが、1回のみの登場であった。ダンの名前を「少年探偵ゴン」と間違えていた。風貌がなんとなく『とっても!ラッキーマン』の天才マンに似ており、ネタにされていた。
ノストラダムラー
犯罪集団｢ノストラ団｣を率いて｢ノストラダムスの大予言｣にのっとり1999年7月19日に人類を滅ぼすことを企む悪党。自称ノストラダムスの子孫。21～100の番号の付いた相面達や、ウィークリー戦士カレンダー等の手下を率いている。21相面始め相面達が美術品や宝石を盗んでいたのはノストラ団の活動資金稼ぎの為。頭に｢北村｣と書かれたトラ柄の衣装を頭から被って正体を隠しているが、その真の姿は結局明かされなかった。マヌケな相面達に比べズル賢く抜け目ない。恐怖の大王すい星に重力ビーム砲を当て、地球に向かわせようとしたが、結局はダンの方が一枚上手で、最後は爆死した。
21相面
名前はかい人21面相（怪人二十面相）から。初期のレギュラー敵役だが、実は組織の中では一番弱い。名前の通り変装が得意。大好物はヤクルトで、毎週50本も飲んでいる。上手く変装したと本人は思っているが、なぜか変装中はマントと片眼鏡が丸見えのため、読者には彼が誰に変装してるかが分かる。例えば動物や人物などに変装していても必ずマントや、片眼鏡を付けている。ノストラダムラー登場から影が薄くなり、カラーストーン争奪編ではほとんど登場しなかったが最終回で少しだけ再登場した。
22相面
21相面が組織の一番下っ端である事が判明した後に敵役で登場した相面。太吾作に犯人だと名乗り出なければ撃つと言われ、恐れをなして名乗り出てしまった。
31相面
包帯を自在に操る能力を持つ。別名怪盗ミイラー。
44相面
ドクロの仮面をした相面。正体は太吾作の父親を殺した男。かつてケーキを盗んだ所を太吾作の父親から見逃してもらったが、ケーキ1つもらったところで生活が楽になるわけでもなく、その後ノストラ団にスカウトされ入団した。21相面を引きつれて銀行強盗をした際、太吾作の父親と再会したが、説得に応じ改心したと見せかけたところで太吾作の父親を撃ち殺した。
ウィークリー戦士カレンダー
100相面よりもさらに上に位置する7人組の戦士達。後の方の曜日の戦士ほど強い。ドヨウダーとニチヨウダーは休日だから休んでいるとのことで、基本的には残りの5人で活動している。
ゲツヨウダー
キャッチフレーズは「学校行くのがとても憂鬱、ゲツヨウダー」。太吾作を遥かに上回る銃の名人で、相手の動きや銃弾の跳ね返り具合などを全て予測して銃を撃つ。
カヨウダー
キャッチフレーズは「多分燃えるゴミか燃えないゴミの日、カヨウダー」。火を自在に操る事ができ、指先や口から炎を噴射する。
スイヨウダー
キャッチフレーズは「週の真ん中水曜日、スイヨウダー」。水蒸気など、水を操る。
モクヨウダー
キャッチフレーズは「図工が2時間ありそうなモクヨウダー」。
キンヨウダー
キャッチフレーズは「明日は土曜、かなり嬉しい花のキンヨウダー」。金属を自在に操る能力を持つ。最後はノストラダムラーと共に爆死した。
ニチヨウダー
ウィークリー戦士最強と思われる戦士。ノストラダムラーの傍らにいた御付きが実はニチヨウダーであった。能力および本来の姿を披露する機会がなく、最後はノストラダムラーと共に爆死した。